# ABBA Gold: Greatest Hits
ABBA Gold: Greatest Hits – kompilacja z największymi przebojami szwedzkiej grupy popowej ABBA, wydany w 1992 roku. Na rynku pojawił się w momencie, gdy inne albumy zespołu dawno zniknęły z rynku. Album ABBA Gold został zremasterowany i ponownie wydany w roku 2002.

## Lista utworów
1. „Dancing Queen” (1976) (Andersson, Anderson, Ulvaeus) – 3:51
2. „Knowing Me, Knowing You” (1977)(Andersson, Anderson, Ulvaeus) – 4:03
3. „Take a Chance on Me” (1978) (Andersson, Ulvaeus) – 4:06
4. „Mamma Mia” (1975) (Andersson, Anderson, Ulvaeus) – 3:33
5. „Lay All Your Love on Me” (1980) (Andersson, Ulvaeus) – 4:35
6. „Super Trouper” (1980)(Andersson, Ulvaeus) – 4:13
7. „I Have A Dream” (1979) (Andersson, Ulvaeus) – 4:42
8. „The Winner Takes It All” (1980) (Andersson, Ulvaeus) – 4:54
9. „Money, Money, Money” (1976) (Andersson, Ulvaeus) – 3:06
10. „SOS” (1975) (Andersson, Anderson, Ulvaeus) – 3:20
11. „Chiquitita” (1979) (Andersson, Ulvaeus) – 5:26
12. „Fernando” (1976) (Andersson, Anderson, Ulvaeus) – 4:14
13. „Voulez-Vous” (1979) (Andersson, Ulvaeus) – 5:10
14. „Gimme! Gimme! Gimme! (A Man After Midnight)” (1979) (Andersson, Ulvaeus) – 4:52
15. „Does Your Mother Know” (1979) (Andersson, Ulvaeus) – 3:13
16. „One of Us” (1981) (Andersson, Ulvaeus) – 3:57
17. „The Name of the Game” (1977) (Andersson, Anderson, Ulvaeus) – 4:53
18. „Thank You for the Music” (1983) (Andersson, Ulvaeus) – 3:49
19. „Waterloo” (1974) (Andersson, Anderson, Ulvaeus) – 2:42